# Herman Rijkaard
Herman Rijkaard (Paramaribo, 12 september 1935 – Amsterdam, 30 september 2010) was een Surinaams-Nederlands voetballer en coach. Hij speelde voor SV Robinhood in de Surinaamse Hoofdklasse, FC Blauw-Wit in de Nederlandse Eredivisie en voor IJ.V.V. Stormvogels in de Eerste Divisie. Hij was coach van Real Sranang.

## Biografie

### Suriname
Rijkaard werd geboren in Suriname en begon met voetballen op het Mr. Bronsplein in Paramaribo. Hier werd hij opgepikt door VV Ajax. Hij speelde er in de jeugd met voetballers als Erwin Sparendam en Charley Marbach.
Rijkaard ging vervolgens naar de de jeugdopleiding van SV Robinhood en uiteindelijk naar het eerste team dat in de Surinaamse Hoofdklasse speelde. Hij had als aanvaller een sterke rechtervoet en hielp Robinhood in 1955 en 1956 aan de landstitel. Hij verdiende de kost als boekhouder voor C. Kersten & Co

### Nederland
Eind jaren 1950 verspreidde zich het nieuws in Suriname over de oprichting van een volledig professionele competitie in Nederland. Rijkaard verhuisde al snel en trad in 1957 toe tot FC Blauw-Wit uit Amsterdam in de nieuw gevormde Eredivisie.
Hier werd hij herenigd met zijn jeugdvriend Sparendam. Vanwege zijn sterke lichaamsbouw werd Rijkaard geleidelijk verplaatst naar een meer verdedigende rol op het speelveld. Een dertiende plaats met Blauw-Wit in de ranglijst was zijn beste resultaat in vier seizoenen bij de club.
In 1961 vertrok hij naar IJ.V.V. Stormvogels in Velsen die in de Eerste Divisie speelde. Na een seizoen stopte hij met profvoetbal.

### Na het voetbal
Na zijn profcarrière werkte hij als maatschappelijk werker in Amsterdam. Hij was nauw betrokken bij het integratieproces van de Surinaamse diaspora in Nederland.
Hij trouwde met Neel van der Meulen en in 1959 kregen ze hun eerste zoon Herman Rijkaard jr.; hij werd later spelersmakelaar. Drie jaar later werd Frank Rijkaard geboren die internationaal niveau doorbrak als voetballer en coach.
Herman Rijkaard was een tijdje coach van de Amsterdamse club Real Sranang en was ook secretaris van de Reünisten Oud-Surinaamse Voetbalinternationals (ROVI), die reüniewedstrijden en evenementen organiseert. 
Hij overleed op 30 september 2010. Herman Rijkaard is 75 jaar oud geworden.